# Hans-Lothar Bock
Hans-Lothar Bock (* 30. Dezember 1952) ist ein ehemaliger deutscher Handballspieler.
Die Spielposition von Bock, der mit der Trikotnummer 6 auflief, war am Kreis und als Zweitposition im rechten Rückraum. Für den THW Kiel erzielte er in drei Jahren insgesamt 60 Bundesligatore, davon sechs per Siebenmeter. Für die Nationalmannschaft bestritt Bock 2 A-Länderspiele (beide gegen Israel), in denen er keine Tore erzielte. Nach seiner Zeit in Kiel ging er zum TSV Tarp.